# Medveja, Briceni
Medveja (între 1942-1944, Micșunești) este satul de reședință al comunei cu același nume  din raionul Briceni, Republica Moldova.

## Date statistice
- Distanțe: până la centrul raional (Briceni) - 25 km, până la st. c. f. Medveja - 3 km, până la Chișinău - 270 km.
- Gospodării - 720. Populația - 1.525 de oameni. Pensionari - 521.
- Fondul funciar - 2.453 ha.
- Biserica „Înălțarea Domnului".

## Istoria satului
Oamenii bătrâni spun că pădurea de lângă Lipcani în vremuri cărunte era mare-mare, cică, ocupa tot acest ținut, dar atât de mare că într-însa huzureau de bine până și urșii.
În zilele noastre în sat locuiesc cu preponderență ucrainenii și ei susțin că satul i-a luat denumirea de la acei urși (de la ucrainescul medvidi). Alții zic că denumirea provine de la numele moșierului Medvedev, care era pan, din polonezi. Până azi se mai păstrează aici un toponim Panskaia Storona (Partea Panului).
Nici prima, nici cea de-a doua legendă nu au un suport temeinic, deoarece există un document istoric domnesc, de danie, semnat pe 19 iunie 1429, prin care Alexandru cel Bun îi dăruiește boierului său Dan Uncleat mai multe sate, printre care figurează și Medveja:
„Din mila lui Dumnezeu, noi, Alexandru voievod, domn al Țării Moldovei. Facem cunoscut, cu această carte a noastră, tuturor celor care o vor vedea sau o vor auzi citindu-se, că această adevărat slugă și boier al nostru credincios, pan Dan Uncleat, ne-a slujit, cu dreaptă și credincioasa slujbă. De aceea, noi, văzând dreapta și credincioasa lui slujba către noi, l-am miluit cu deosebita noastră mila și i-am întărit dreptcredincioasa lui vislujenie și i-am dat în țara noastră, în Moldova, șase sate, anume: jumătate din satul Verejani, pe Prut, unde este casa lui, și Ciulinești, și unde a fost Oanță, și, peste Prut, Demianăuți, și Zubreuți, și satul la Nistru, la obârșia Medvediei, unde este vătăman Stepan, cu pricuturile sale. ...

...

Iar pentru puterea și întărirea acestei cărți a noastre mai sus-scrise, am poruncit slugii noastre, Ivașco al lui Bratei, să scrie și să atârne pecetea noastră la această carte a noastre.

La Suceava, în anul 6937 <1429>, luna iunie 19.”
La început aici au trăit români, lucru demonstrat și de multe toponime locale: Lângă Odaie, Burtosul, Planul Popii ș. a. Drept că mai târziu apar și Movila lui Savițchi, Câmpul lui Sprujinschi, Panskaia Storona, Kazionnaia Storona (Partea de Stat). De aceea mai cu adevăr ar fi versiunea preluării denumirii satului de la pârâiașul Medvedca, o vână mică de apă de 20 km lungime, care pornește de la frontiera cu Ucraina și se varsă în Prut, căci, clar lucru, nu poate fi mai vechi satul decât acest pârâiaș, care cândva avea și el apă mai multă.
Istoria scrisă își amintește din nou de Medveja abia în 1527-1546, care ne informează că pârcălabul de Hotin, pe nume Toader, avea privilegii de cumpărătură pentru câteva părți din acest sat de la Petru Vodă Rareș. Apoi Alexandru Voievod îi întărește pe 5 mai 1554 vistiernicului Mogâldea partea dinspre răsărit a s. Medveja, cumpărat cu 600 zloți tătărești de la Grozava, fiica pârcălabului Toader. Mai aflăm că Mogâldea era pan, dar el era Mogâldea, nu Medvedev.
Satul mai este pomenit și într-un hrisov de la Petru Voievod, datat cu 24 martie 1587 ca punct de hotar pentru o altă moșie. Iar într-un ispisoc din 27 iunie 1604, de la Eremia Movilă, pentru diacul Pavel Taban se precizează: Medveja, unde a fost Oanță. Însă cine a fost Oanță și unde anume nu se știe. La 8 noiem. 1616 domnitorul Radu Mihnea Ionașcu îi întărește lui Ionașcu, fiul Bilei, un sfert din s. Medveja. În fine, mai aflăm că în 1665 moșia aparținea unor boieri din neamul Hajdeu, niște înaintași ai lui Bogdan Petriceicu Hașdeu.
Secetele din ultimul deceniu al sec. XIX afectează puternic viața medvejenilor, care sunt nevoiți să ia porumb și orz cu împrumut de la zemstvă, datorie, pe care urmează s-o achite câțiva ani la rând. Apoi se întâmplă că chiar la sf. sec. o jumătate din ocina Medveja intră în volostea Lipcani, iar o altă jumătate în volostea Chelmeneț.
În școala parohială predă religia preotul Vasile Bâhovschi, un om stăruitor și energic, care e menționat cu mulțumiri. Școală ministerială satul încă nu are, dar impozit plătește.
La înc. sec. XX mulți oameni (99) suferă de tifos, de difterie (9), de rujeolă (45), de scarlatină (935). Satul avea (în 1904) 170 de case cu 1.068 de suflete. În 1908 de două ori (la 25 mai și la 4 iulie) ploi puternice, cu grindină, cauzează mari pagube ogoarelor. În 1910 satul parcă se mai lărgește, numără deja 186 de case, dar populația scade, coborând până la 1.050 de locuitori.
Un nou recensământ sovietic, cel din 1949, introduce în listele pentru s. Medveja 2.293 de locuitori, majoritatea de etnie ucraineană. Apoi recensămintele sovietice încep să se efectueze din 10 în 10 ani. Cele din 1979 și din 1989 găsesc în sat 2.127 de locuitori (970 de bărbați și 1.157 de femei) și, respectiv, 1.926 de locuitori (861 de bărbați și 1065 de femei). Evoluția populației înregistrată în anii următori e întrucâtva pozitivă.
Astfel, în a. 2000 au fost puși în liste peste 2.100 de locuitori, care viețuiau în peste 800 de case. Ultimul recensământ din 5-12 oct. 2004 a găsit în Medveja iar o mare scădere a numărului populației – 1.661 de locuitori, incl. 761 de bărbați și 900 de femei (ucraineni – 85 la sută), faptul datorând-se plecării multor cetățeni la lucru peste hotare. În acel an s-au înregistrat în Medveja 1489 de ucraineni, 131 de moldoveni/români, 33 de ruși, 2 găgăuzi și 6 de alte etnii.